# Linh dương Goa
Linh dương Goa (Procapra picticaudata) là một loài động vật có vú trong họ Bovidae, bộ Artiodactyla. Loài này được Hodgson mô tả năm 1846.

## Hình ảnh

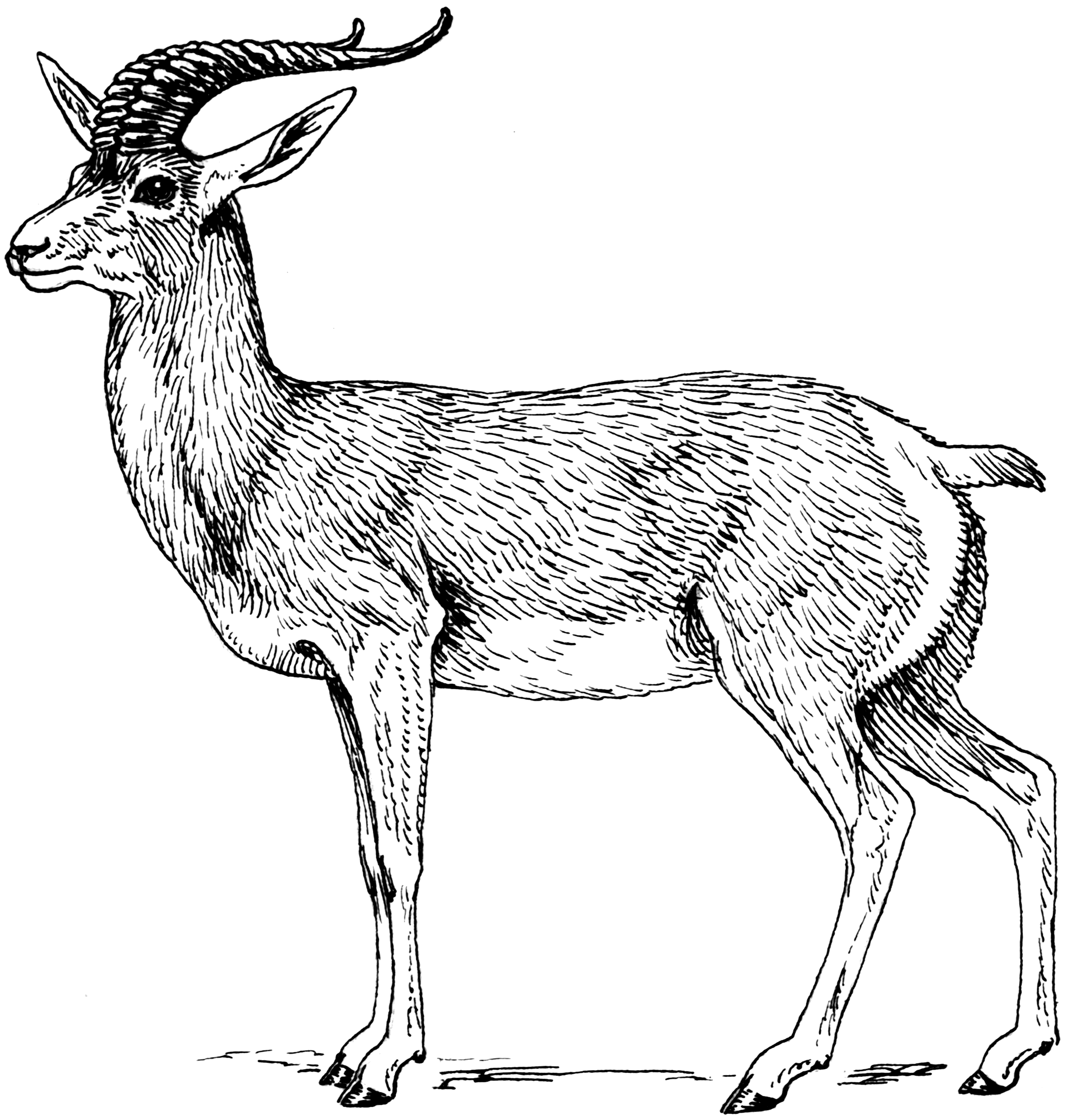
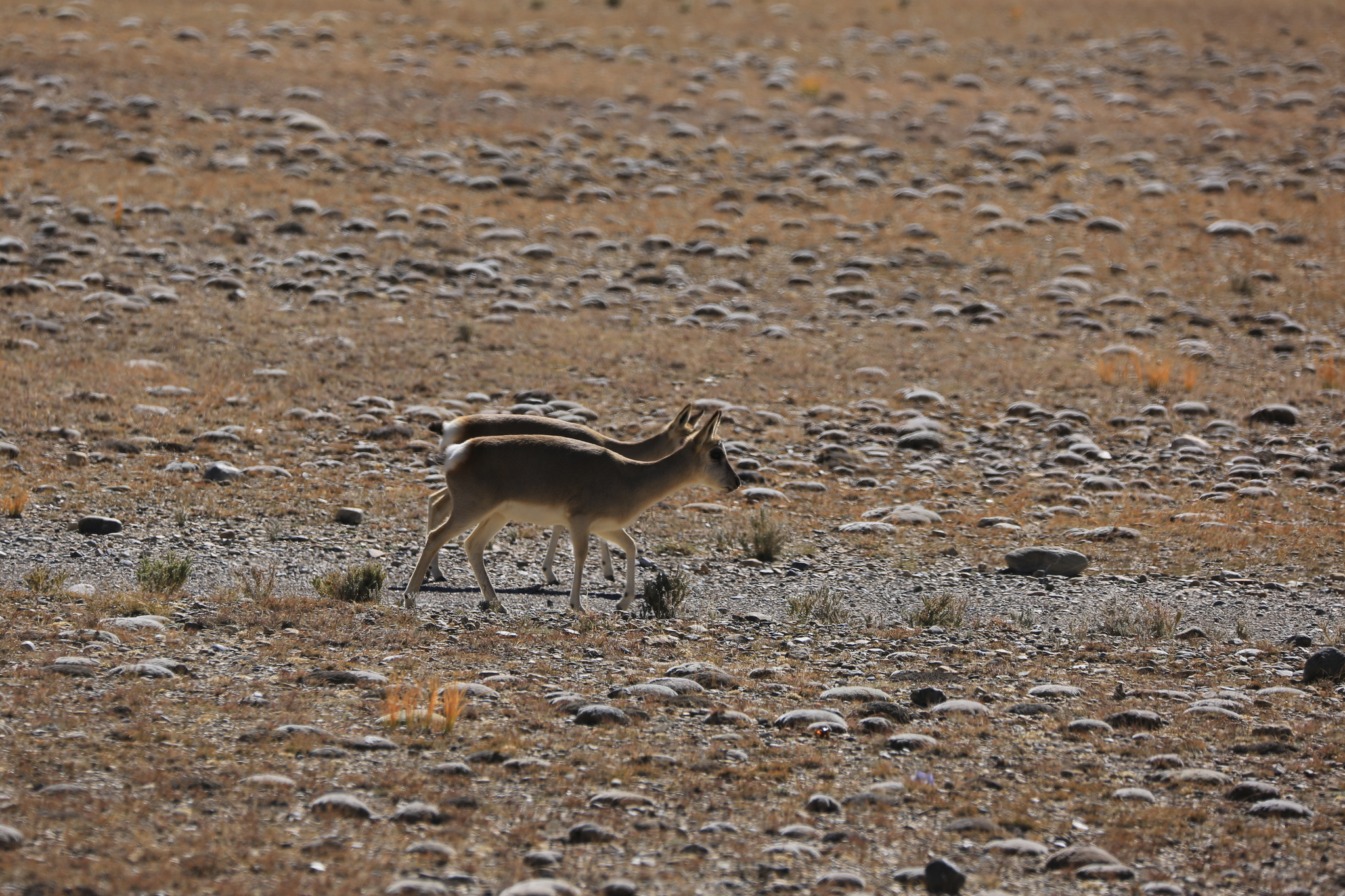
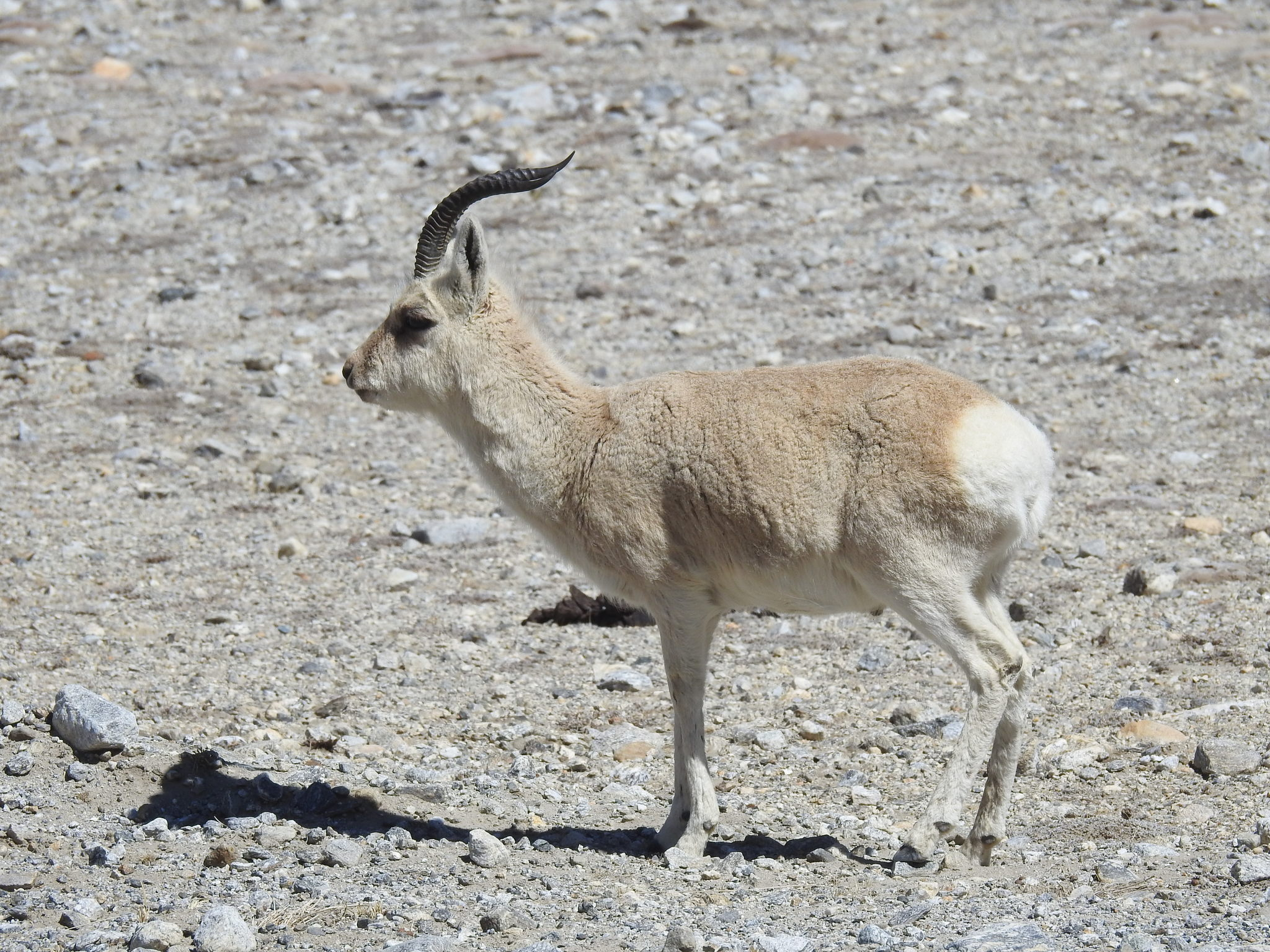
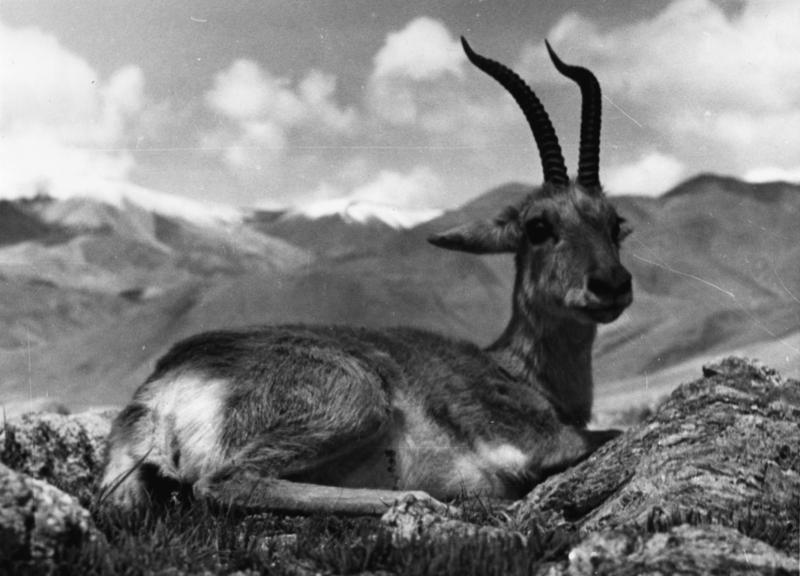